# Lista de capítulos de Enigma
O mangá Enigma escrito e ilustrado por Kenji Sakaki, foi publicado pela editora Shueisha na revista Weekly Shōnen Jump. O primeiro capítulo de Enigma foi publicado em setembro de 2010 e a publicação se encerrou em outubro de 2011 no capítulo 55, contando com 7 volumes e com um capítulo 56 extra lançado apenas no volume final. Nesta página, os capítulos estão listados por volume, com seus respectivos títulos originais (volumes com seus títulos originais abaixo do traduzido e capítulos com seus títulos originais na coluna secundária).
No Brasil, é licenciado pela editora JBC e foi publicado entre abril e outubro de 2015.

## Volumes 1~7
| - 1. "7" - 2. Perto - 3. Invisível - 4. Mão - 5. Água - 6. Quebra-Cabeça - 7. Escolha | - 1. 「7」 ("Sebun" / "Seven") - 2. クローズ (Kurōzu / Close) - 3. インビジブル (Inbijiburu / Invisible) - 4. ハンド (Hando / Hand) - 5. ウォーター (Uōtā / Water) - 6. パズル (Pazuru / Puzzle) - 7. チョイス (Choisu / Choice) |

| - 8. Desacreditar - 9. Reduzir - 10. Confissão - 11. Plano - 12. Horizontal - 13. Movimento - 14. Confiança - 15. Antes - 16. Fora | - 8. ディバンク (Dibanku / Debunk) - 9. リデュース (Ridyūsu / Reduce) - 10. コンフェッション (Konfesshon / Confession) - 11. プラン (Puran / Plan) - 12. フラット (Furatto / Flat) - 13. ムーブメント (Mūbumento / Movement) - 14. トラスト (Torasuto / Trust) - 15. ビフォー (Bifō / Before) - 16. アウト (Auto / Out) |

| - 17. Reunião - 18. Lunar - 19. Relógio - 20. Mudança - 21. Engrenagem - 22. Telefone - 23. Outra - 24. Clássico - 25. Labirinto | - 17. ミーティング (Mītingu / Meeting) - 18. ルーナー (Rūnā / Lunar) - 19. クロック (Kurokku / Clock) - 20. チェンジ (Chenji / Change) - 21. ギア (Gia / Gear) - 22. テレフォン (Terefon / Telephone) - 23. アナザー (Anazā / Another) - 24. クラシック (Kurashikku / Classic) - 25. ラビリンス (Rabirinsu / Labyrinth) |

| - 26. Cicatriz - 27. Monitor - 28. Importante - 29. Juntos - 30. Lágrima - 31. Aberto - 32. Sombra - 33. Sozinho - 34. Previsão | - 26. スカー (Sukā / Scar) - 27. モニター (Monitā / Monitor) - 28. インポータント (Inpōtanto / Important) - 29. トゥギャザー (Tugyazā / Together) - 30. ティア (Tia / Tear) - 31. オープン (Ōpun / Open) - 32. シャドー (Shadō / Shadow) - 33. アローン (Arōn / Alone) - 34. プレディクション (Puredikushon / Prediction) |

| - 35. Primeiro - 36. Telepata - 37. Memórias - 38. Última - 39. Saída - 40. Enigma - 41. Socorro - 42. Sucessão - 43. Realizar | - 35. ファースト (Fāsuto / First) - 36. テレパス (Terepasu / Telepath) - 37. メモリーズ (Memorīzu / Memories) - 38. ラスト (Rasuto / Last) - 39. イグジット (Igujitto / Exit) - 40. エニグマ (Eniguma / Enigma) - 41. メーデー (Mēdē / Mayday) - 42. サクセション (Sakuseshon / Succession) - 43. リアライズ (Riaraizu / Realize) |

| - 44. Trem - 45. Inimigo - 46. Bilhete - 47. Moeda - 48. Descoberto - 49. Prisão - 50. Chave - 51. Canibal | - 44. トレイン (Torein / Train) - 45. エネミー (Enemī / Enemy) - 46. チケット (Chiketto / Ticket) - 47. コイン (Koin / Coin) - 48. アンカバード (Ankabādo / Uncovered) - 49. プリズン (Purizun / Prison) - 50. キー (Kī / Key) - 51. カニバル (Kanibaru / Cannibal) |

| - 52. Caixão - 53. Passado - 54. Ilha - 55. Crepúsculo - 56. Fim Verdadeiro | - 52. コフィン (Kofin / Coffin) - 53. パスト (Pasuto / Past) - 54. アイランド (Airando / Island) - 55. トワイライト (Towairaito / Twilight) - 56. トゥルーエンド (Tōrū Endo / True End) |